# Sergio José Bastida
Sergio José Bastida (* 3. září 1979, Rawson, Argentina) je argentinský fotbalový záložník, momentálně působící ve švýcarském klubu FC United Zürich.

## Fotbalová kariéra
Do povědomí českých fotbalových fanoušků se dostal v roce 1997, kdy přišel do FK Teplice. Za celou sezonu však nastoupil pouze v sedmi zápasech a po sezoně byl poslán do Blšan. Tam odehrál zápas pouze jeden a opustil českou ligu.
Hrát odešel do Švýcarska, konkrétně do týmu FC Lugano. V týmu působil až do roku 2002. Za celé toto působení odehrál 85 ligových zápasů, ve kterých vstřelil 22 branek. Ve Švýcarsku působil i poté s výjimkou let 2005–2007, kdy hrál na Kypru, konkrétně v týmech APEP a Nea Salamis Famagusta FC. V zemi helvétského kříže hrál také za tým FC Zürich, FC Aarau, FC Wil, FC Wohlen, SC Kriens, FC United Zürich.